# Svaret på allt
Svaret på allt är Staffan Hellstrands sextonde studioalbum, utgivet 2018. Det är till största delen inspelat och framfört av Hellstrand ensam.

## Låtlista
Musik och text av Staffan Hellstrand.
| Nr  | Titel                     | Längd | Notering |
| --- | ------------------------- | ----- | --- |
| 1.  | Inget silver & inget guld | 3:05  | |
| 2.  | Svaret på allt            | 3:21  | |
| 3.  | Nån som kör               | 3:36  | |
| 4.  | Terror Haza               | 3:07  | |
| 5.  | Blås i ditt horn          | 1:57  | |
| 6.  | Är det du                 | 3:03  | |
| 7.  | Jimmy & Klara ToR         | 2:37  | Refererar till låtarna "Jimmy & Klara" (från SH!-albumet Vad tyst det är) och "Nyheter från Jimmy & Klara" (från Underland) |
| 8.  | Kyss oss farväl           | 3:03  | |
| 9.  | Underbara                 | 3:41  | |
| 10. | M                         | 3:23  | |

## Medverkande
Staffan Hellstrand: sång och instrument, inte specificerade i konvoluttexten
På vissa spår även:
- Carl Ekerstam: elgitarr
- Monica Förster: sång
- Rolf Klinth: elgitarr, pedal steel, elbas
- Siri & Sixten Klinth: körsång
- Anders Lennartsson: kontrabas
- Lisa Långbacka: dragspel
- Magnus Olsson: trummor
- Jon Rekdal: trumpet
- Cajsa Siik: körsång